# Голова Шалона

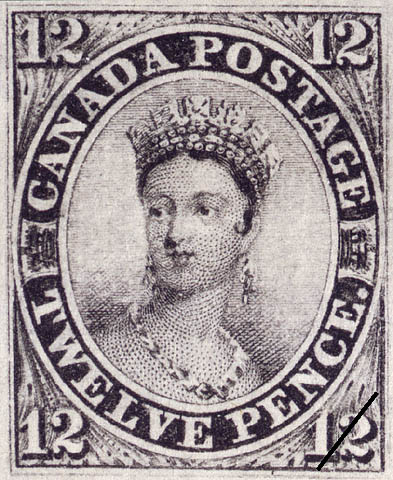
«Чёрная королева Канады» — марка Канады типа «Голова Шалона» с изображением королевы Виктории (1851)

«Голова́ Шало́на» (англ. Chalon head) — филателистическое название ряда стандартных почтовых марок и серий британских колоний, в основе рисунка которых лежит портрет королевы Виктории, выполненный художником Альфредом Шалоном (1780—1860).

## Краткая история
Почтовые миниатюры с «головой Шалона», печатавшиеся в Нью-Йорке (для канадских колоний) и фирмой «Перкинс Бэкон» в Лондоне, выпускались многими британскими колониями в период с 1850-х годов до 1912 года, когда в Квинсленде появились последние марки подобного рисунка.
В хронологическом порядке они были впервые эмитированы в провинции Канада в 1851 году, в Новой Шотландии в 1853 году, в Тасмании и Новой Зеландии в 1855 году, на Багамских Островах и в Натале в 1859 году, на Гренаде, в Нью-Брансуике и Квинсленде в 1860 году и в 1870 году — на Острове Принца Эдуарда.
В связи с тем, что это одни из первых или самых первых почтовых марок с названиями упомянутых колоний, серии типа «Голова Шалона» являются объектом многих исследований и коллекций.

## Описание

### Исходный портрет

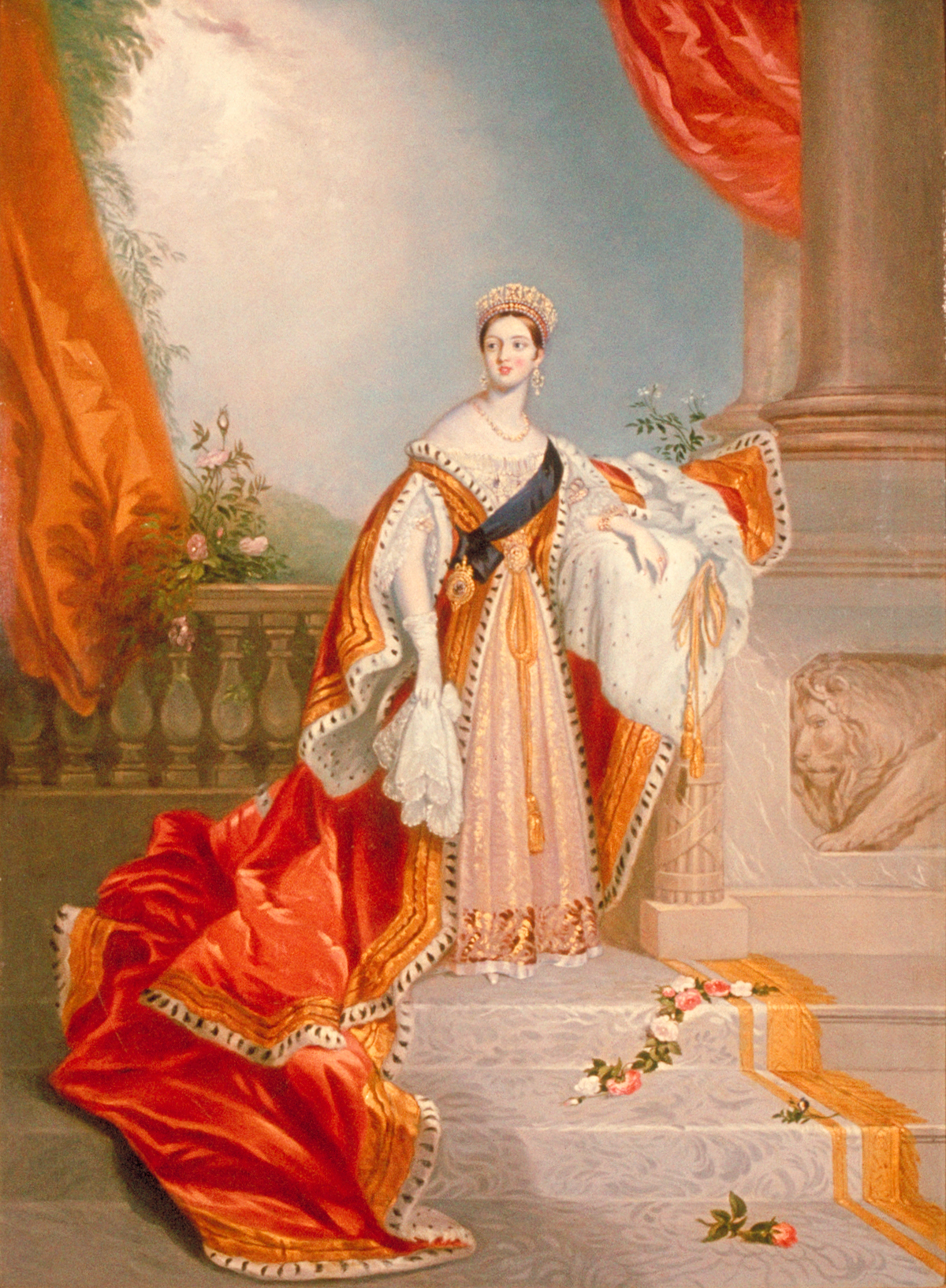
Портрет королевы Виктории кисти Альфреда Шалона (1837)

Изображение головы королевы взято с картины работы Альфреда Шалона, нарисованной к первому публичному выступлению Виктории в качестве королевы по случаю произнесения ею речи в Палате лордов, когда она объявила перерыв в работе парламента Великобритании в июле 1837 года. Работа Шалона предназначалась в подарок от Виктории её матери, Виктории Саксен-Кобург-Заальфельдской.
На портрете голова Виктории увенчена государственной диадемой Георга IV (George IV State Diadem), изготовленной в 1820 году; на ней парадное одеяние (State Robes), платье и длинная королевская мантия. Она стоит вполоборота направо, на верхней ступени лестницы. Голова повёрнута вправо, левой рукой она держится за основание колонны со скульптурным изображением льва.
В то время этот портрет также называли «Коронационным портретом» («Coronation portrait»), поскольку гравюры с него работы Сэмюэла Казинса раздавались публике 28 июня 1838 года, в день коронации Виктории.

### Версия на почтовых марках
На почтовых марках, которые обычно имеют небольшие размеры, портрет воспроизводится в овале двух основных видов: овал либо достаточно велик, чтобы можно было видеть ожерелье королевы, либо слишком мал, так что видна только верхняя часть шеи, без ожерелья.
На марках Новой Зеландии круг большего размера, поэтому также видна верхняя часть парадного одеяния.

## Выпуски по колониям

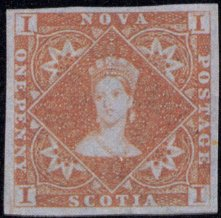
Марка Новой Шотландии с портретом в большом квадрате, поставленном на угол (1860)

### Канадские колонии

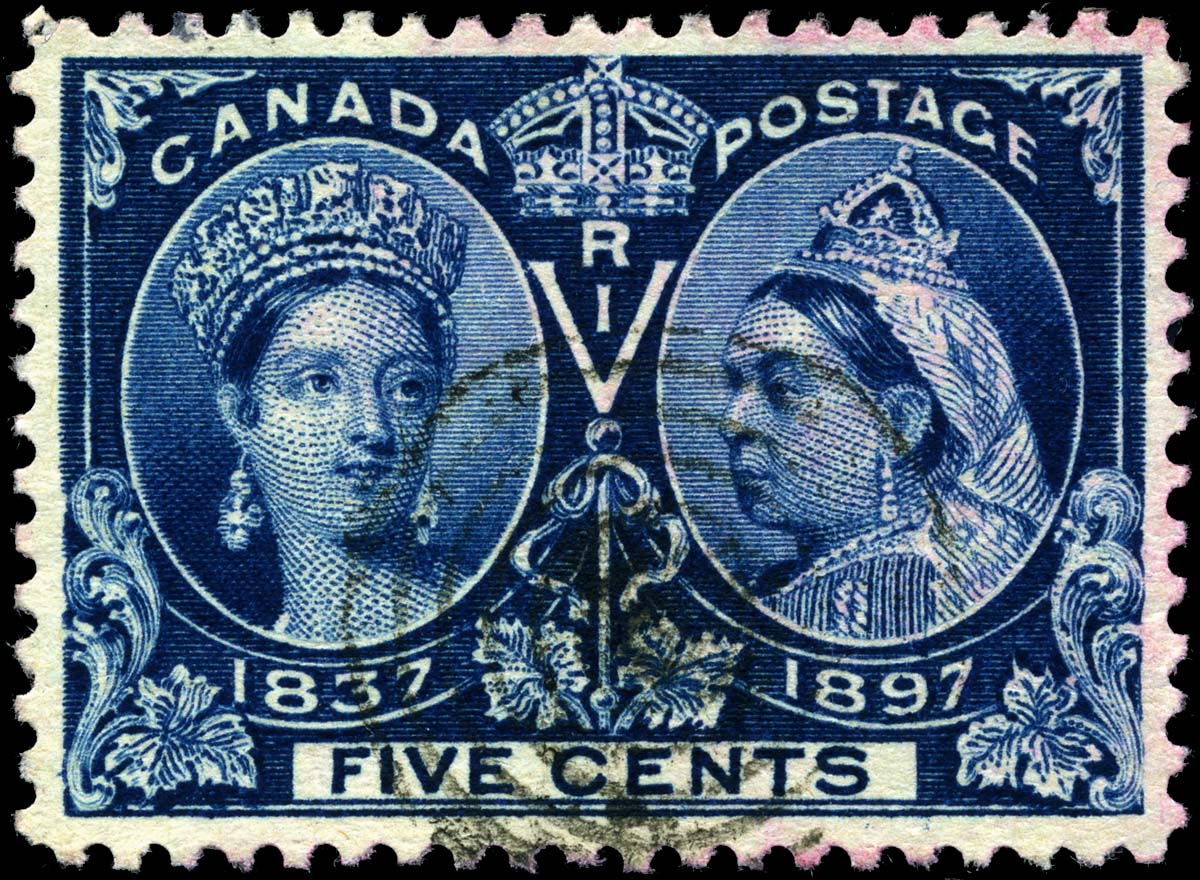
Одна из марок канадской серии, посвящённой 60-летию правления королевы Виктории (Diamond Jubilee, 1897)

В 1851 году провинция Канада (примерно нынешние Онтарио и Квебек) стала первой колонией, которая поместила изображение «головы Шалона» на своих первых почтовых марках. 9 апреля 1851 года этот портрет появился на двух из шести первых марок: на зелёной номиналом в 7½ пенсов и на чёрной номиналом в 12 пенсов — так называемой «Чёрной королеве Канады». После введения канадского доллара, в июле 1859 года была выпущена ещё одна марка с «головой Шалона», номиналом в 12½ центов (вместе с указанием прежнего номинала в виде надписи «SIX PENCE STERLING»). В отличие от предыдущего выпуска, эти марки были напечатаны в Нью-Йорке.
Ещё три колонии познакомились с марками типа «Голова Шалона» до их объединения в Конфедерацию Канада:
- Новая Шотландия — в мае 1860 года (одна марка с портретом в большом квадрате, поставленном на угол, была напечатана фирмой «Перкинс Бэкон»),
- Нью-Брансуик — в мае 1860 года (три марки были напечатаны в Нью-Йорке) и
- Остров Принца Эдуарда — в июне 1870 года (один номинал).

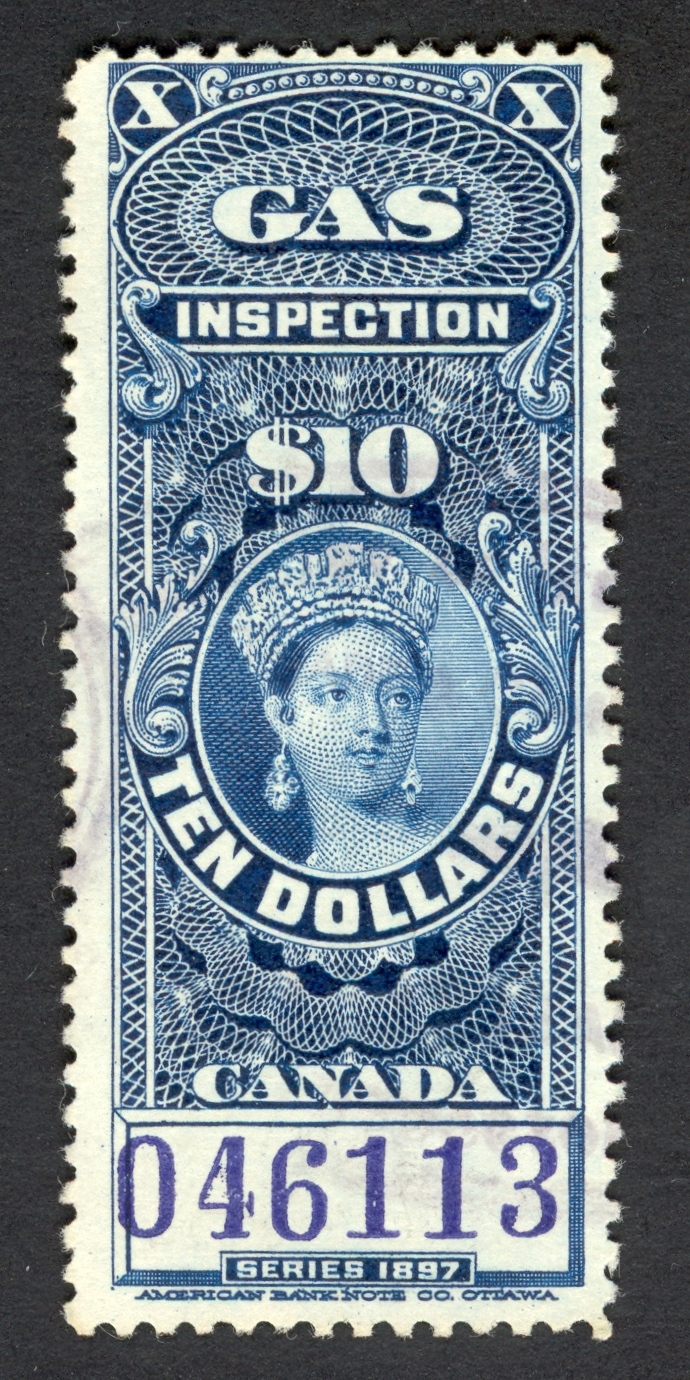
Одна из фискальных марок Канады, использовавшаяся для оплаты услуг газовой инспекции (1897)

Последняя марка является единственной, напечатанной в Канаде компанией British-American Banknote Company.
Для первого выпуска Нью-Брансуика 1860 года первоначально, вместо марки с портретом королевы, была подготовлена почтовая миниатюра с изображением почтмейстера Чарльза Коннелла, что привело к скандалу, отставке Коннелла и замене этой провокационной и ныне очень редкой марки на стандартную марку с «головой Шалона».
К 60-летию правления (англ. Diamond Jubilee) королевы Виктории в 1897 году Канадская конфедерация выпустила коммеморативную марку с изображением «головы Шалона» и более свежим портретом кисти Генриха фон Ангели, размещёнными соответственно в двух овалах.
Кроме того, встречаются фискальные марки Канады, на которых присутствует всё тот же сюжет — «голова Шалона».

### Новая Зеландия

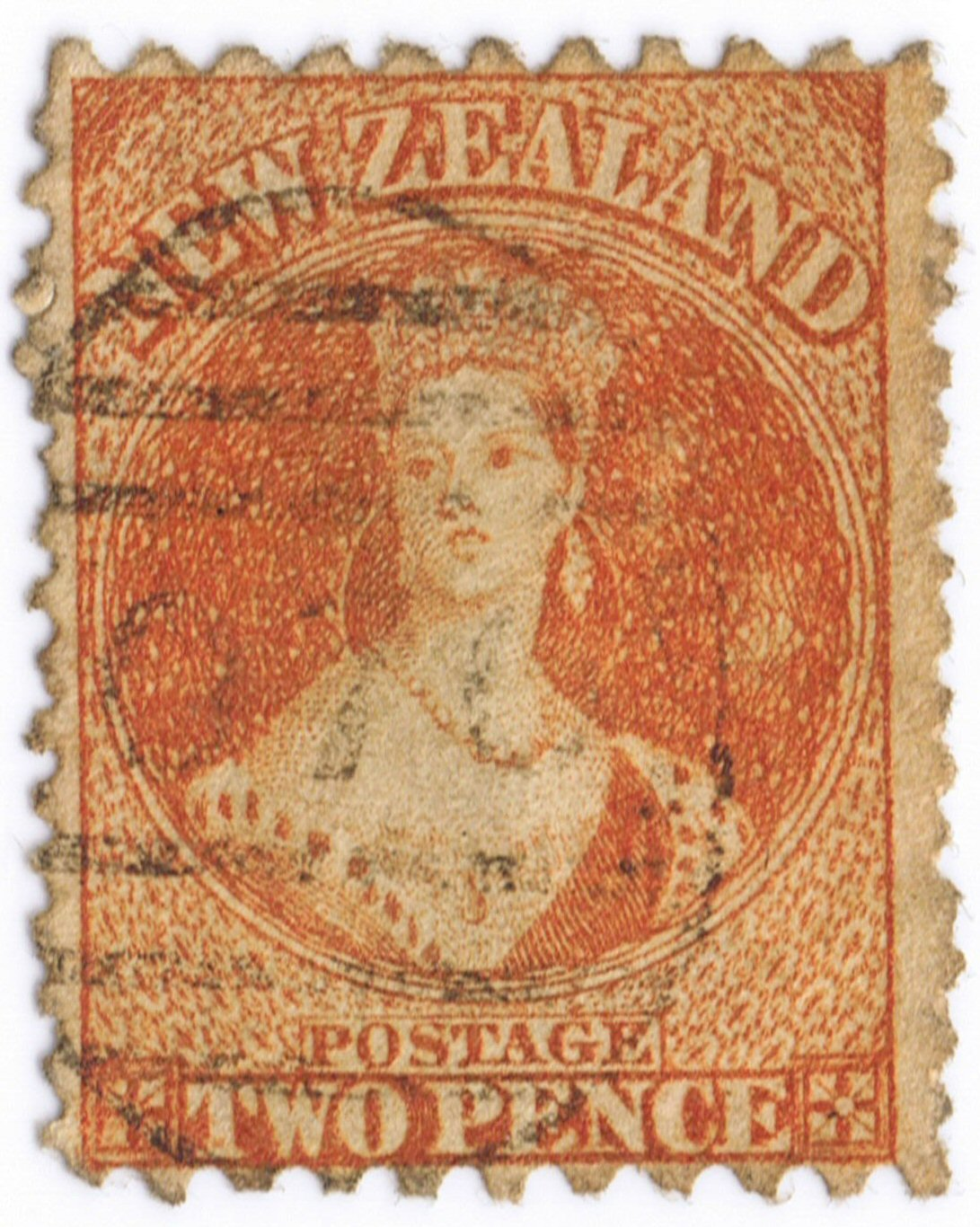
Почтовая марка Новой Зеландии (1862)

В Новой Зеландии серия марок типа «Голова Шалона» вышла в качестве первых марок этой страны (1855—1873), причём королева Виктория оставалась единственной темой почтовых марок до 1898 года, когда появилась пейзажная серия. В новозеландской филателии этот рисунок называется «Full Face» («Анфас»), потому что королева изображена смотрящей почти вперёд, что было довольно необычно в те времена, когда люди на почтовых марках преимущественно изображались в профиль.
Если марки номиналом в 1 пенни и 2 пенса 1855 года были напечатаны в Лондоне типографией «Перкинс Бэкон», то последующие выпуски печатались на месте уже в 1856 году Дж. Ричардсоном (J. Richardson) в Окленде и Джоном Дэвисом (John Davis) в 1862 году.
Зубцовка появилась в конце 1850-х годов, но не на всех марках и в самых разнообразных видах перфорации (иглой, просечкой или перфорационными отверстиями). В 1864 году нехватка бумаги с водяным знаком в форме шестиконечной звезды вызвала необходимость использовать бумагу с водяным знаком «NZ» (сокращение от New Zealand — Новая Зеландия).

### Тасмания
Земля Ван-Димена обратилась к портрету работы Шалона в своём втором выпуске марок в 1855 году и ещё раз уже под новым названием Тасмания в 1858—1870 годах. Рисунок марки вокруг портрета необычен по сравнению с другими сериями типа «Голова Шалона».

### Багамские Острова

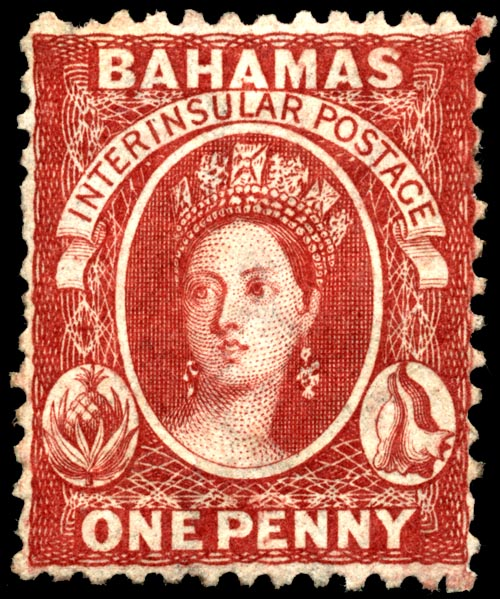
Почтовая марка Багамских Островов (1863)

В июле 1858 года губернатор Багамских Островов Чарльз Бейли (англ. Charles John Bayley) захотел заменить британские марки, используемые на почтовых отправлениях в этой колонии. В своём письме в адрес центрального аппарата в Лондоне он представил дизайн круглой почтовой марки с изображением двух основных видов продукции островов: ананаса и раковины (conch), но в фирме «Перкинс Бэкон» посчитали, что марку такого дизайна будет слишком сложно напечатать и перфорировать.
Печатная фирма предложила проект, разработанный на основе других выпусков «головы Шалона»: овал с портретом должен был уменьшиться в размере и два небольших овала должны были использоваться для двух видов багамской продукции. На ленте с надписью было указано назначение однопенсовой марки: «INTERINSULAR POSTAGE» («Сбор за пересылку почты в пределах островов»).
Первый пакет отпечатанных в Лондоне марок поступил в продажу на Багамах 10 июня 1859 года. Зубцовка появилась на марках в сентябре 1860 года, но хорошее её качество было отлажено фирмой «Перкинс Бэкон» лишь после 1863 года (14 отверстий на 2 см).
Для замены британских почтовых марок на почтовых отправлениях в Северную Америку и Великобританию были эмитированы марки двух новых номиналов: розовая достоинством в 4 пенса и серая номиналом в 6 пенсов. Ананас и раковина в овалах исчезли с этих марок.

### Квинсленд
Когда Квинсленд отделился от Нового Южного Уэльса, первые выпущенные им в 1860 году почтовые марки были также с изображением портрета кисти Шалона. Он был заменён в 1880 году другим дизайном, но уже в 1882 году «голова Шалона» снова появилась на марках, правда, большего размера, которые были напечатаны с помощью металлографии или литографским способом и были более высоких номиналов (от 2 шиллингов до 1 фунта). Эта серия находилась в почтовом обращении до 1912 года, когда были выпущены марки Австралийского союза.

### Наталь

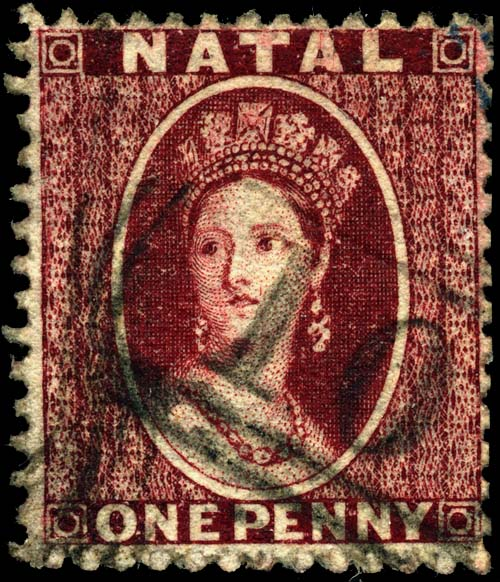
Почтовая марка Наталя (1863)

В 1859 году колония Наталь в Южной Африке заменила свои тиснённые почтовые марки на миниатюры с «головой Шалона», которые были в обращении до 1867 года.

### Гренада
На первых почтовых марках Гренады был использован один из основных рисунков «головы Шалона»; название и номинал были напечатаны горизонтально вверху и внизу почтовой марки.
На марках серии 1859 года было видно ожерелье, но на серии 1875 года портрет был помещён внутри небольшого круга, который скрыл шею королевы. В 1883 году были напечатаны марки нового дизайна.

## Коллекционирование и изучение
Поскольку почтовые марки с этим рисунком по мотивам выполненного Шалоном портрета являются первыми или одними из первых марок перечисленных колоний, они хорошо изучены филателистами, коллекционирующими классические марки, и историками почты XIX века.
Так, Луи Брэдбери (англ. Louis Bradbury), который был казначеем Королевского филателистического общества Лондона (англ. Royal Philatelic Society London) в период с 1927 по 1945 год, собирал багамские марки типа «Голова Шалона» и исследовал соответствующие документы и переписку британских государственных ведомств с фирмой «Перкинс Бэкон». После Брэдбери смерти в 1950 году его коллекция перешла к лондонскому Королевскому филателистическому обществу.
Эти серии относятся к числу наиболее ценных почтовых марок британской колониальной филателии, если они находятся в хорошем состоянии и негашёные. К примеру, в феврале 2006 года на аукционах по распродаже коллекции сэра Гавейна Бейли (англ. Gawaine Baillie), 12-пенсовая «Чёрная королева» провинции Канада была продана за 116 тысяч фунтов стерлингов, а цена новозеландской марки с «головой Шалона», напечатанной в Лондоне, достигла 69 тысяч фунтов стерлингов. Эти продажи стали примером самой высокой цены, уплаченной за отдельные почтовые марки британских колоний на данных аукционах.